# Povegliano Veronese
Povegliano Veronese (Pojan in veneto, IPA: /po'jan/) è un comune italiano di 7 399 abitanti della provincia di Verona in Veneto.

## Geografia fisica
Il comune di Povegliano Veronese dista 14 chilometri, a sud ovest, da Verona. Sul suo territorio c'è una forte presenza di fontanili, polle e risorgive che spesso sono aree protette o molto curate, di censite ce ne sono 44. Da una di queste polle nasce il fiume Tartaro.

### Le risorgive
Povegliano Veronese sin dalla preistoria visse sulle paludi, come testimoniano le tante palafitte ritrovate durante i vari scavi archeologici.
La complessa opera di bonifica fu iniziata non prima del 1400: se si eccettua un primo intervento operato dai padri benedettini nel 1200, l'escavazione su larga scala delle risorgive e la bonifica del suolo, anche con l'incanalamento delle acque stagnanti, furono iniziati nel XV secolo, quando i patrizi veronesi e veneziani intrapresero la coltivazione del riso nella media e bassa pianura e nel 1500 quando ci fu un notevole sviluppo della praticoltura. Cominciò allora quella che a partire dai primi decenni del Cinquecento sarebbe diventata "la corsa all'acqua", che indusse i proprietari a scavare quanti più fossi possibile.
Dalle famiglie nobili prendono nome alcune fosse: ad esempio, la Liona dai conti Lion, la Draga dai Draghi, la Giona (950 litri al secondo di portata massima, dei quali 700 dalla risorgiva vicina alla Pioppa) prese il nome dai conti Giona che la escavarono per irrigare la loro campagna di S.Bernardino di 1800 campi veronesi tra Vigasio e Trevenzuolo.
Le rive dei gorghi e dei condotti di alcune fosse sono più alte rispetto a quelle di altri corsi di risorgiva: il motivo è da ricercarsi, oltre che nella conformazione idrogeologica del terreno, anche nel calo di oltre due metri della falda freatica che si verificò verso la metà dell'Ottocento: questo fatto costrinse i proprietari di alcuni fossi ad abbassare il fondo delle risorgive e il letto dei condotti.
In quello stesso periodo per ottenere più acqua furono aperti alcuni pozzi artesiani nei gorghi con tubi di 10 cm di diametro infissi fino ad intercettare la seconda falda.
L'acqua, da sempre presente nel territorio, suggerì l'adozione della libellula (volgarmente chiamata cavaoci o sbusaoci) quale simbolo sullo stemma comunale attualmente in uso.
I corsi d'acqua di risorgiva che nascono a Povegliano Veronese sono:
- il fiume Tartaro con la sorgente principale al Dosso Poli e secondarie al Soco (chiamata dalla popolazione el gorgo del segretario), nel fossetto Cavazzocca e nei tre gorghi delle Riare;
- la fossa Calfura con le due sorgenti in località di Madonna dell'Uva Secca;
- la Giona con il gorgo alla Pioppa;
- la Bora con tre gorghi presso la corte Livello ("el Liél"), uno a fianco del Gresanìn e due alla Muraiola;
- la Draga con la sorgente principale, "el gorgo dela Salveregina". Vicino al Tartaro sulla via per Vigasio ed una secondaria (oggi asciutta) dietro la corte Pignolà;
- la Liona con nove sorgenti nelle vicinanze di quella principale della Draga;
- la Moretta con due gorghi nei pressi di S.Andrea;
- la Ladisa che nasce vicino al confine con Mozzecane;
- l'Acqua Bassa sul confine con Mozzecane;
- la Gambisa con il gorgo ed il gorghetto al Cason;
- la Fossona con quattro sorgenti ed un gorghetto a sinistra e sotto i Boschi di Sopra;
- l'Acqua Bassa con due gorghi ed un gorghetto a sud (Boschi di Sopra).

La Fossona, l'Acqua Bassa ed un ramo della Bora, al ponte dei Mulinei formano un'unica fossa chiamata Gambarella che, nella zona più a sud del paese, riceve l'acqua di un'ultima risorgiva.
I nomi dei corsi d'acqua minori non rientrano nella toponomastica ufficiale, ma si sono tramandati oralmente. Sono riportati solo i corsi di risorgiva e non i canali e condotti che, negli ultimi decenni con l'introduzione dei mezzi meccanici, sono stati a volte deviati o intubati.
Tra il fiume Tartaro e il fiume Tione dei Monti è presente l'Oasi della Bora.

## Storia
Povegliano Veronese è ritenuto un importante luogo di ritrovamenti preistorici ed i numerosi reperti archeologici, databili dall'eneolitico (2500 a.C.-1800 a.C.) all'età del bronzo (1800 a.C.-900 a.C.). Sin dalla preistoria erano presenti numerose paludi.
Una complessa opera di bonifica fu iniziata solo nel XV secolo, quando i patrizi veronesi e veneziani intrapresero la coltivazione del riso nella bassa pianura e ci fu un notevole sviluppo della praticoltura.

### I ritrovamenti archeologici
Povegliano Veronese è ritenuto dagli studiosi un importante luogo di ritrovamenti preistorici ed i numerosi reperti archeologici, databili dall'eneolitico (2500 a.C.-1800 a.C.), indicano con certezza una continuità di vita a partire dall'età del bronzo (1800 a.C.-900 a.C.).

#### L'ascia di Gambarella
L'ascia di Gambarella fu ritrovata nel 1967 in località Gambarella. Il manufatto, in rame e lungo cm. 27, è ben conservato.
A causa della mancanza di un preciso contesto è difficile la sua attribuzione cronologica e problematica l'interpretazione archeologica.
Una necropoli preromana della media età del bronzo venne scoperta tra il 1876 e 1877 in località Gambaloni presso il condotto della fossa Gambisa durante l'escavazione della ghiaia.
Nel 1880 furono riportate alla luce sepolture della tarda Età del Ferro nei campi magri della Bora e dell'Ortaia.
Scavi più recenti hanno fatto emergere importanti ritrovamenti della media età del Bronzo in località Muraiola e un grande numero di tombe celtiche, romane e longobarde presso l'Ortaia.

#### Il cavallo e i levrieri
Il cavallo con i due levrieri è stato ritrovato nell'agosto del 1986 in una necropoli longobarda del VII secolo d.C.
È una sepoltura rituale: il cavallo, ritrovato acefalo, è stato tumulato su un fianco con i due cani accucciati vicino.
Le ossa dei tre animali sono state restaurate e consolidate in un istituto universitario e rimontate su appositi supporti nella posizione originaria. 
Questo e molti altri reperti archeologici sono esposti al pubblico in una mostra permanente presso villa Balladoro.

### Le guerre mondiali
Durante le due guerre mondiali, la popolazione di Povegliano ha subito gravi perdite, con la morte di 50 giovani inviati al fronte. Durante la seconda guerra mondiale, su 670 famiglie presenti, partirono al fronte 245 soldati.

## Economia
Storicamente Povegliano Veronese basa la propria economia su agricoltura ed edilizia.

### Edilizia
Fino agli anni novanta erano queste due realtà a sorreggere gran parte dell'occupazione. In particolare, Povegliano Veronese ha insediate sul proprio territorio oltre 40 imprese edili (fra individuali e società), che ne fanno un piccolo record per la provincia di Verona.

### Agricoltura
Per quanto riguarda l'agricoltura, si coltivavano soprattutto frumento, granoturco e foraggio.
Storicamente, nel 1700 la vite e il gelso divennero un caratteristico delle nostre campagne: le foglie dei gelsi alimentavano i caaléri (bachi da seta) che venivano allevati in grande quantità distesi sulle aréle sostenute dalle peagné nelle case, nei fienili o sotto le barchesse.
Per l'economia familiare il baco ha rappresentato una voce fondamentale ed insostituibile ed il disegno di due farfalle del baco (in dialetto chiamate poéie) venne usato come simbolo sullo stemma del Comune dalla seconda metà dell'Ottocento fino agli anni settanta.
Dagli inizi del secolo fino agli anni cinquanta due filande hanno impiegato manodopera femminile nell'ordine di circa 200 unità annue.
Si allevavano animali da stalla e da cortile. Dopo la seconda guerra mondiale l'attività produttiva ha iniziato un sensibile processo evolutivo.
Fa parte dell'area di produzione del Riso Nano Vialone Veronese che viene coltivato su terreni della pianura veronese irrigati con acqua di risorgiva.

## Società

### Evoluzione demografica
Povegliano ha conosciuto uno sviluppo demografico particolare. Dopo il 1000 il numero degli abitanti doveva essere scarsissimo, essendo il territorio paludoso e malsano: a ciò si aggiunga che nel 1233 il conte di San Bonifacio, per vendetta contro Ezzelino III da Romano, da cui era stato messo in fuga, incendiò Povegliano insieme ad altri paesi tra cui Nogarole Rocca e Valeggio, fece uccidere una gran parte degli abitanti, mentre alcuni furono condotti prigionieri e altri fuggirono, sicché il paese rimase quasi spopolato.
Nel 1696 la Parrocchia contava 828 abitanti; nel 1713 c'erano 415 maschi e 410 femmine.
Nell'anno 1858 erano saliti a 1782 e nell'anno 1881 aveva raggiunto la cifra di 2110. In un mezzo secolo si assiste ad un quasi raddoppio: nel 1901 erano saliti a 2511. Nel 1942 (21 aprile) gli abitanti sono 3680.
Abitanti censiti

## Frazioni e località
La frazione principale di Povegliano è Madonna dell'Uva Secca . Il luogo fu frequentato dall'Età del Bronzo a quella altomedioevale, come attestano i numerosi reperti rinvenuti in varie occasioni e la scoperta di una necropoli longobarda. La denominazione della località risulta però problematica e sembra essere il risultato della storpiatura di "della via secca" con cui era indicata la località fino a tempi non molto lontani. Questo perché il luogo era paludoso ed emergeva solamente una strada, da cui la denominazione.
Altre località sono i Casotti, la Centrale Elettrica, il Crosone, i Casotti dei Ronchi, le Bazene, i Boschi.
Ci sono poi nel paese alcuni luoghi che hanno nomi noti assegnati per la particolarità del posto o per la conformazione:
- La Veroneta (Via Vittorio Veneto);
- I Pelagài (incrocio tra via Belvedere e Via Piave);
- La Pontarèta (inizio di Via Piave), così nominata per il leggero salire della strada;
- La Crose (in Via Piave alla fine della muraglia del parco Balladoro) così chiamata per la presenza di una croce in ferro;
- La de soto (zona da Via Monte Grappa verso gli impianti sportivi);
- Le Algarote (zona tra gli impianti sportivi e Via Algarote, in origine chiamata Le Casermète);
- Le Campagnole (Via Campagnole);
- El Casòn (lungo Via Nogarole, all'altezza della risorgiva Gambisa);
- La Pignolà (in Via Nogarole dove insiste l'omonima corte);
- El Torneghiso (sito nell'omonima via);
- El Lièl (antica corte in Via San Giovanni, dove esiste ancora la pietra di misurazione del livello dell'acqua della fossa);
- El Vò (omonima strada che porta al cimitero);
- La Contrà Bruta (Via Garibaldi);
- Le Colombare (omonima corte in Via Garibaldi);
- La Pileta ( dalla parola dialettale veronese "pila" che significa mulino ) piccolo mulino. grande corte antica nel cui contesto si trovano i resti di un vecchio mulino ad acqua sulle rive del rio "Moretta".

## Luoghi d'interesse

### Architetture religiose
- Santuario della Madonna dell'Uva Secca - XII secolo

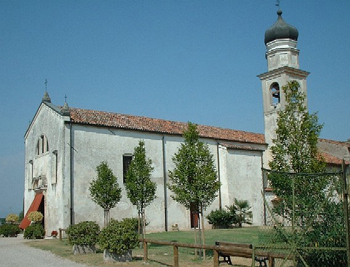
Santuario della Madonna dell'Uva Secca

Alla periferia orientale di Povegliano, in mezzo all'aperta campagna, è situato il Santuario della Madonna dell'Uva Secca. La curiosa denominazione può essere spiegata come storpiatura popolare di Via Secca, o con la tradizione orale secondo la quale la Madonna ha fatto disseccare l'uva perché, apparsa sotto l'aspetto di una vecchietta vicino alla Chiesa, gliene fu rifiutato un grappolo.
La chiesa e il titolo dell'Uva Secca risalgono ancora al 1178 quando in uno dei più antichi documenti riguardanti le estensioni territoriali appartenenti al Comune di Verona, ritroviamo indicazioni di un edificio religioso in una via denominata “Via Sancte Marie ad Vithesiceum”, La “Via di Santa Maria della Vite Secca”, da cui derivò “Uva Secca”. Il luogo fu frequentato dall'"Età del bronzo". Notizie più specifiche sulla Chiesa si incominciano ad avere dal XVI secolo, consultando le visite parrocchiali relative alla Parrocchia di Povegliano. Per esempio la visita del vicario del vescovo Giberti nel 1526 informa che la Chiesa era dipendente dalla parrocchia di San Martino e godeva di una rendita annuale.
La visita dello stesso vescovo del 1533 ci fornisce invece notizie sul precario stato di conservazione dell'edificio che aveva bisogno di urgenti restauri del tetto, del campanile e della pala dell'altare maggiore.
La chiesa fu riedificata e ampliata nel 1611 ad opera dell'arciprete Francesco Priori e nello stesso anno l'affresco della Dormizione della Vergine venne trasportato all'altare maggiore.
Testimonianza dell'avvenimento è rappresentata da una lapide in marmo a sinistra del presbiterio che ne spiega i motivi in lingua latina:
(Arciprete Francesco Priori)
Tradotto in italiano:
(Arciprete Francesco Priori)
In questa Chiesa fu istituita dal 1666 una società laicale della Beata Vergine della Via Secca.
In seguito, con le disposizioni napoleoniche del 1806 la società fu soppressa. 
La Chiesa fu svaligiata più volte nei primi anni del Settecento durante il passaggio dei soldati francesi e tedeschi e nel corso dei tempi napoleonici fu chiusa al culto. 
Venne riaperta grazie ad una lettera di supplica inviata dal parroco di Povegliano Veronese al Vicario.
Il 1º luglio 1806 venne stilato un inventario che fornisce indicazioni sui beni mobili presenti nella Chiesa della Madonna dell'Uva Secca: 
Nei primi anni 1990 la chiesa, trascurata per molto tempo, è stata fatta oggetto della debita attenzione da parte degli abitanti del paese che hanno costituito un comitato per restituirla alle pristine condizioni. l lavori di restauro, condotti in stretta collaborazione con la Sovrintendenza e grazie al cospicuo contributo della Fondazione Cariverona (per intercessione dell'allora Sindaco ex Consigliere della Fondazione stessa) e di realtà locali, hanno permesso, fra l'altro, di riscoprire le fondamenta originali della chiesetta medioevale.
- Chiesa di San Martino Vescovo

Le prime testimonianze riguardanti la chiesa parrocchiale del paese risalgono al 1300 in cui, nella stessa zona della chiesa attuale, esisteva una piccola pieve (almeno dal 1137) intitolata a San Martino. Non era la parrocchiale, in quanto sotto giurisdizione dei Benedettini: la prima chiesa del paese era, infatti, quella di San Ulderico situata dove oggi si incrociano le vie Cavour e San Ulderico.
Successivamente nel XV secolo venne demolita e ricostruita una chiesa vera e propria che divenne la parrocchiale. La chiesa di San Ulderico infatti, essendo costruita su una palude coperta con terreno di riporto, era in grave stato di usura a causa delle infiltrazioni d'acqua e dei cedimenti. Nel 1533 in Vescovo di Verona Matteo Gilberti diede ordine di ampliare la chiesa a spese del comune, ordine che fu ripetuto anche dal cardinale Agostino Valerio nella visita del 1582.
La costruzione venne ultimata nel 1597 ma alcuni secoli successivi, l'Arciprete Don Bartolomeo Martini diede il via ai lavori di ricostruzione della chiesa parrocchiale, ultimati nel 1824 dall'Arciprete Don Fenzi.
Così come è accaduto per le chiese più antiche, la stessa sorte venne riservata anche alla parrocchiale di San Martino che, nel settembre del 1964 venne demolita per lasciare spazio all'attuale edificio. L'abbattimento venne giustificato dalla necessità di migliorare la viabilità, dall'onerosità delle spese di ristrutturazione del tetto e dal bisogno di avere una piazza per il paese. La realtà dei fatti fu che per abbattere la chiesa furono necessari macchinari potenti e funi in acciaio che si spezzavano in continuazione, a riprova che l'abbattimento non era necessario ma solo frutto della mania dell'epoca di buttare le cose vecchie (e preziose) per ripristinarle con le nuove (assai poco pregiate). La cittadinanza non fu d'accordo e ne è riprova i verbali del consiglio comunale dell'epoca, che riportano accesi diverbi. Il patrimonio artistico fu in parte salvato ed in parte trafugato/svenduto, o addirittura sepolto con le macerie. Ne sono testimonianza le statue di San Luca e San Martino ritrovate lungo l'inizio di Via Nogarole (detta via Mora), ora restaurate e ricollocate. Anche l'organo fu praticamente svenduto e le canne bruciate.
Nel piano sotterraneo all'attuale edificio è stata ricavata una cripta dedicata a San Ulderico.
Il campanile della chiesa, staccato alcuni metri dall'attuale edificio, è stato risparmiato dalle demolizioni del 1964 e recentemente restaurato e consolidato. Le campane vennero smontate durante la seconda guerra mondiale, per essere fuse e ricavare materiale per fare i cannoni. Fortunatamente vennero risparmiate e ricollocate dopo la guerra.
- Chiesa di San Ulderico

### Villa Balladoro

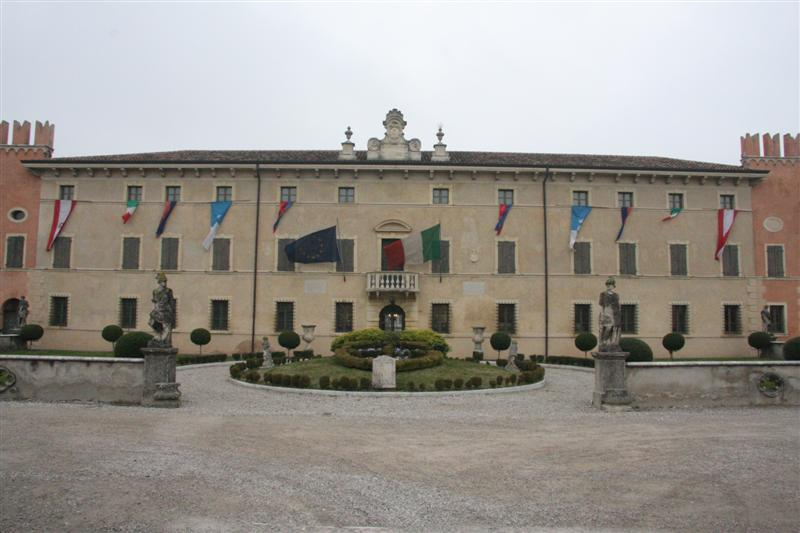
Villa Balladoro

Il vasto complesso seicentesco della Villa Balladoro si trova all'interno del centro abitato di Povegliano Veronese; una grande corte precede la casa padronale centrale, oltre la quale si sviluppa il parco. L'impianto presenta, nel suo insieme, la forma di una U, dove il palazzo è affiancato, secondo una disposizione simmetrica, da corpi di altezza inferiore con portici al pianoterra, in corrispondenza delle campate centrali e piccoli rustici, anch'essi porticati, che delimitano l'estensione del cortile in senso trasversale.
La facciata dell'antica residenza dei nobili Balladoro (ora Balladoro-Malfatti di Monte Tretto) si sviluppa su tre piani, per essere sormontata da un fastigio su cui è riportato lo stemma gentilizio della famiglia, affiancato da due vasi ornamentali; ai lati del settore mediano, con il portale bugnato e la soprastante apertura con timpano arcuato, sono collocate due lapidi che ricordano, rispettivamente, i soggiorni del principe Carlo di Lorena Comercy, nel 1701, e quello di Giovanni Antonio Riqueti, marchese di Mirabeau, nel 1704. Al XVIII secolo risalgono anche le sculture marmoree realizzate da Francesco Filippini e poste a decorare la cinta del parco; le due piccole e finte torri merlate laterali del corpo centrale sono invece ascrivibili al gusto romantico di un intervento attuato probabilmente nel XIX secolo.
Gli ambienti interni mostrano ancora gli affreschi originali con la raffigurazione di scene di vita campestre.
Sul retro della Villa si apre l'immenso Parco Balladoro, meraviglioso giardino all'italiana che tra vialetti e piante secolari è luogo di visite continue. 
Attuale sede del Museo Archeologico, dell'Archivio Storico Balladoro e della Biblioteca Comunale, la villa è stata oggetto di un generale restauro.

### Monumenti
- Monumento ai caduti della prima e seconda guerra mondiale, Piazza IV Novembre;
- Monumento (degli Alpini, del Fante, e del Bersagliere) in piazza IV Novembre;
- Monumento (al donatore di sangue) in Piazza dei Donatori;
- Monumento per i 200 anni dalla fondazione del Corpo Bandistico Santa Cecilia in piazza IV Novembre.

## Sport
Lo sport principe di Povegliano Veronese è il calcio. Il paese vanta una società di origini remote e una scuola calcio molto attiva. Fino agli anni settanta le società calcistiche erano due, l'U.S. Povegliano e la Giovane Povegliano. Le due squadre davano origine ad accesissimi derby, giocati presso il vecchio campo da calcio vicino al Comune.
Negli anni ottanta partì una viva partecipazione al calcio a 5, che ha portato tra l'altro una società in C/1, una in C/2 e varie minori. 
Ad oggi gli impianti sportivi calcistici sono posti presso la parte sud del paese.
Molto attiva anche la società di pallavolo e la società di basket, che coinvolgono molti bambini.
È presente la scuola di karate e la pallamano.

## Cultura
Nel comune di Povegliano Veronese sono presenti molte associazioni culturali fortemente radicate nel paese. Spicca tra tutte la "Acropoli", che ogni anno organizza l'Università del Tempo libero. È l'associazione del settore con più iscritti nel Veneto.

### Teatro
Il Teatro San Martino di Povegliano Veronese si trova in centro a Povegliano (Piazza IV Novembre), collegato all'oratorio della parrocchia ed in fianco al campanile. È stato oggetto di un restauro generale negli anni ottanta, in quanto era in completo stato di abbandono. Un tempo anche cineforum, era dotato di posti a sedere al piano e di un loggione con colonne in ghisa lavorate e ringhiera in ferro battuto. Le opere di restauro hanno tolto questi ornamenti (poi restaurati e recuperati) e tolto il loggione per formare la sala regia. Il teatro è ora dotato di 275 posti ed è completamente privo di barriere architettoniche.

### Museo civico
Il museo civico ha la sua sede all'interno di Villa Balladoro. Contiene ritrovamenti preistorici rinvenuti nella zona dell'età del bronzo e del ferro. È allestita in una sala una sepoltura rituale Longobarda trovata sempre a Povegliano Veronese.

### Il corpo Bandistico
Povegliano Veronese vanta la presenza di un importante corpo bandistico e gruppo di majorette intitolato a Santa Cecilia.
Nata nei primi anni dell'Ottocento, è una delle realtà musicali attualmente attive più datate nell'intera provincia veronese.
Un documento del 1831 attesta la registrazione del corpo bandistico presso il Distretto di Polizia di Villafranca di Verona. Per quanto riguarda la data di fondazione del corpo, attualmente, è possibile indicare l'anno 1812, data deducibile indirettamente in seguito al ritrovamento di un manifesto commemorativo per il centenario della nascita del gruppo musicale, datato il 30 novembre 1912.

### Squadra Suonatori di Campane
Almeno dal 1844 esiste a Povegliano Veronese la Squadra di Suonatori di Campane (i canpanari, in dialetto veronese), che negli anni hanno mantenuto la loro rilevanza nella quotidianità e nelle feste sacre. La tipologia di suonata è ovviamente quella a Sistema Veronese (vd. Campane alla veronese), famosa e celebrata in tutto il mondo. Mentre un tempo l'attività del campanaro era pressoché quotidiana, negli ultimi anni si è diradata per lasciare posto solamente a due appuntamenti. Il mercoledi sera per la scuola di suonatori e la domenica mattina per la suonata sacra prima della celebrazione dell'ultima messa. Oltre a questi appuntamenti i suonatori di campane si esibiscono in occasione di tutte le feste sacre. Dal 2009, oltre all'iscrizione all'Associazione Suonatori di Campane a Sistema Veronese, i campanari si sono costituiti in un'associazione denominata "Associazione Campanari Povegliano El Batòcolo". La torre ospita sei campane in tono di Reb3, la maggiore delle quali pesa circa 12,8 q.li. Smontate durante la seconda guerra mondiale per realizzare col bronzo nuovi cannoni, non furono fuse a scopi bellici ma comunque tornarono rotte e inutilizzabili. Gli stessi bronzi vennero fusi dalla ditta Cavadini di Verona nel 1946 e costituiscono, per le caratteristiche armoniche, uno dei complessi migliori della provincia.

### Serie TV SPORT CRIME
Il 14 Giugno 2020 sono iniziate le riprese della serie TV internazionale SPORT CRIME a Povegliano. Il vicesindaco Pietro Guadagnini ha offerto durante una trasmissione streaming il supporto di Povegliano come location per la prima stagione. La collaborazione si è estesa per la stagione 2 attualmente in produzione e per possibili episodi futuri.
La protagonista e produttrice Daniela Scalia ha dichiarato che Povegliano "come le tasche di Eta Beta fornisce scenari di ogni tipo: studi di registrazione, parchi, ville, archeologia celtica e industriale, strade (apparentemente) malfamate e personale di ogni tipo. Sono di Verona e ammetto che mai avrei immaginato di trovare una simile ricchezza".
Alla Mostra del Cinema di Venezia 2022 il rugbista e co-protagonista Luca Tramontin ha elencato (insieme a Porto Tolle, Mestre e Casale Sul Sile) Povegliano Veronese come comune attivo e intelligente, differentemente da altri che a causa delle amministrazioni non hanno saputo accordarsi per avere le riprese e i vantaggi di una serie internazionale. L'entusiasmo per la serie e le immagini trasmesse alla kermesse veneziana è stato definito "shock" e maniacale da varie testate.
La serie è disponibile in Italia sulla piattaforma Chili.

## Amministrazione
| Periodo      | Periodo      | Primo cittadino   | Partito                                                   | Carica  | Note   |
| ------------ | ------------ | ----------------- | --------------------------------------------------------- | ------- | ------ |
| luglio 1988  | gennaio 1993 | Francesco Perina  | Democrazia Cristiana                                      | Sindaco | [ 13 ] |
| gennaio 1993 | giugno 1993  | Renato Cavallini  | Democrazia Cristiana                                      | Sindaco | [ 14 ] |
| giugno 1993  | aprile 1997  | Graziano Scarsini | Democrazia Cristiana                                      | Sindaco | [ 15 ] |
| aprile 1997  | maggio 2001  | Leonardo Biasi    | Lista civica                                              | Sindaco | [ 16 ] |
| maggio 2001  | maggio 2006  | Leonardo Biasi    | Lista civica                                              | Sindaco | [ 17 ] |
| maggio 2006  | maggio 2011  | Anna Maria Bigon  | Lista civica                                              | Sindaco | [ 18 ] |
| maggio 2011  | giugno 2016  | Anna Maria Bigon  | Lista civica "Arcobaleno"                                 | Sindaco | [ 19 ] |
| giugno 2016  | ottobre 2021 | Lucio Buzzi       | Lega Nord, eletto con lista "Tradizione e Futuro"         | Sindaco | [ 20 ] |
| ottobre 2021 | in carica    | Roberta Tedeschi  | Lista civica "Roberta Tedeschi Sindaca" (centro-sinistra) | Sindaco |        |

### Gemellaggi
- Ockenheim
- La Concepcion (Ecuador)